# Neowadotes
Neowadotes is een monotypisch geslacht van spinnen uit de  familie van de Amaurobiidae (nachtkaardespinnen).

## Soort
- Neowadotes casabito Alayón, 1995